# أفيس نيومان
أفيس نيومان (بالإنجليزية: Avis Newman)‏ هي رسامة بريطانية، ولدت في 1946 في لندن في المملكة المتحدة.